# Jesús Conill
Jesús Conill   (Tortosa, 13 d'octubre de 1952) és un professor i filòsof valencià. És catedràtic de filosofia moral i política a la Universitat de València i patró fundador de la Fundació Étnor per a l'ètica dels negocis i les organitzacions amb seu a València. Guardonat amb el Premi Luis Guarner en 2020.

## Biografia
Va realitzar els seus estudis en la Universitat de València i en la Universitat de Munic. Va dur a terme la seva ampliació d'estudis i recerca en el Servei Alemany d'Intercanvi Acadèmic a Munic i ha va desenvolupar diversos projectes de recerca en les Universitats de Bonn, Frankfurt, San Gal i Notre Dame.
És membre del seminari de recerca Xavier Zubiri. A l'abril de 2021 se li va concedir el Premi Lluís Guarner en la seua edició 2020 per «la seua contribució en la construcció d'una societat en la qual l'ètica sigui un element essencial» i que atorga el Patronat Lluís Guarner de la Generalitat Valenciana. Les seves aportacions s'han centrat en el camp de la filosofia moral.
Està casat amb la també filòsofa i catedràtica de la Universitat de València, Adela Cortina.

## Obres
Es autor de diverses obres relacionades amb la seua especialitat filosòfica.
- Nietzsche frente a Habermas. Genealogías de la razón. 2021
- Intimidad corporal y persona humana. De Nietzsche a Ortega y Zubiri. 2019
- Ética Hermenéutica. Crítica desde la facticidad. 2006.
- Ética de los medios. Una apuesta por la ciudadanía audiovisual. 2004.
- Horizontes de economía ética. Aristóteles, Adam Smith, Amartya Sen. 2004.
- El poder de la mentira. Nietzsche y la política de la transvaloración. 1997.
- El crepúsculo de la Metafísica 1988.
- El tiempo en la filosofía de Aristóteles. Un estudio dedicado especialmente al análisis del Tratado del Tiempo 1981